# Chunchupalle
Chunchupalle là một thị trấn thống kê (census town) của quận Khammam thuộc bang Andhra Pradesh, Ấn Độ.

## Nhân khẩu
Theo điều tra dân số năm 2001 của Ấn Độ, Chunchupalle có dân số 18.967 người. Phái nam chiếm 50% tổng số dân và phái nữ chiếm 50%. Chunchupalle có tỷ lệ 70% biết đọc biết viết, cao hơn tỷ lệ trung bình toàn quốc là 59,5%: tỷ lệ cho phái nam là 76%, và tỷ lệ cho phái nữ là 63%. Tại Chunchupalle, 11% dân số nhỏ hơn 6 tuổi.